# Stary Borek
Stary Borek (deutsch Altbork) ist ein Dorf in der polnischen Woiwodschaft Westpommern. Es gehört zur Landgemeinde Kołobrzeg (Kolberg) im Powiat Kołobrzeski (Kreis Kolberg).

## Geographische Lage und Verkehrsanbindung
Stary Borek liegt in Hinterpommern, etwa  sieben Kilometer südwestlich der Ostseestadt Kołobrzeg und ist von dort aus über Nebenstraßen via Korzystno (Alt Werder) oder Grzybowo (Gribow) zu erreichen. Das Dorf ist Bahnstation an der Strecke von Koszalin (Köslin) nach Goleniów (Gollnow).

## Geschichte
Vor  Mitte des 14. Jahrhunderts war Altbork eine Eigentumsortschaft der Stadt Kolberg  geworden, nachdem deren Magistrat das Dorf 1337 von Henning und Bertram von Heydebreck käuflich erworben hatte. Unter den Vorbesitzern waren der Abt und der Konvent des Klosters Doberan. 1346 verkauften auch die Gebrüder von Kamke ihren Anteil an Bork dem Kolberger Magistrat. Um das Jahr 1784 gab es in Altbork 13 Vollbauern, sieben Büdner und insgesamt 31 Feuerstellen (Haushaltungen).

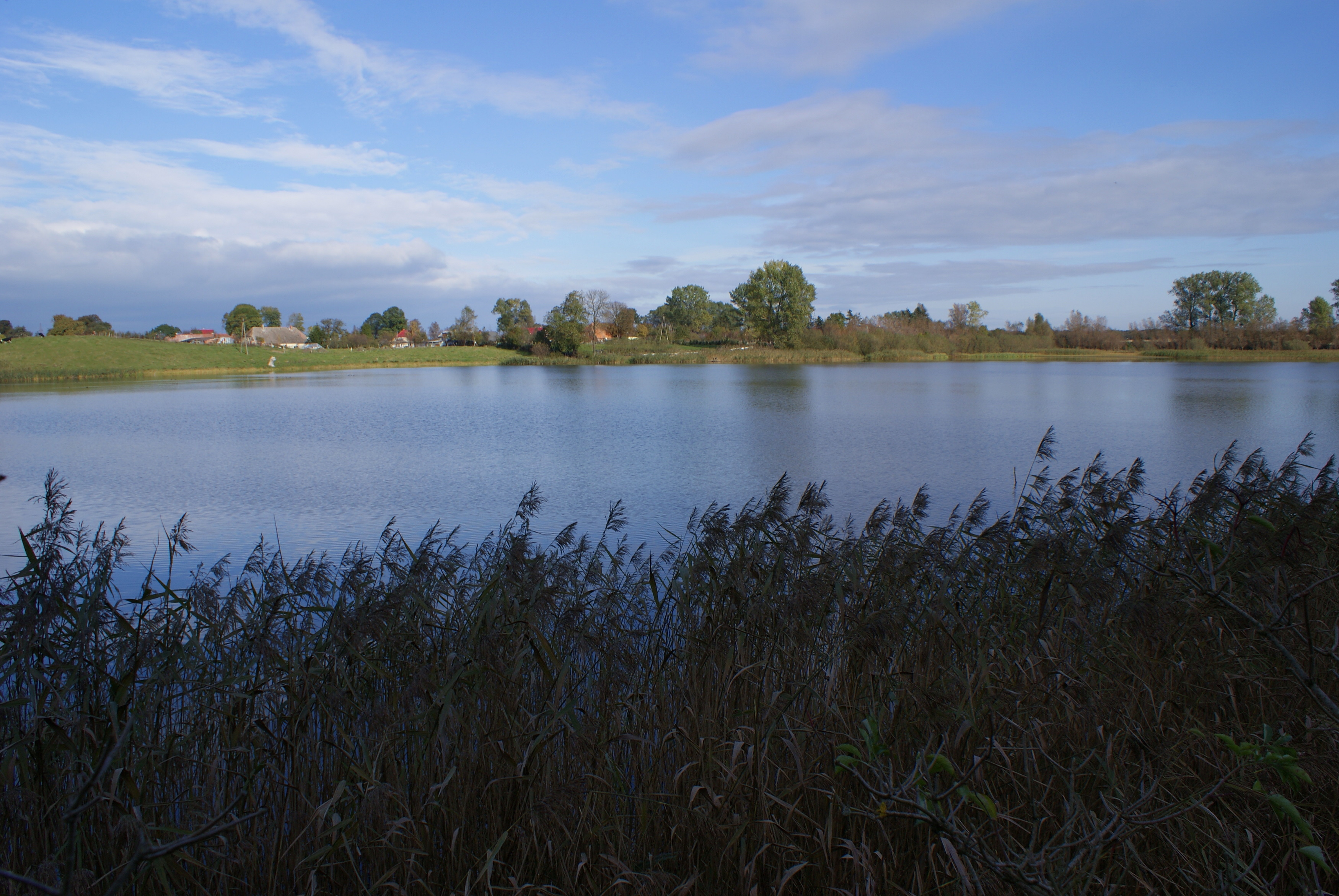
Blick über den Altborker See auf das Dorf (Aufnahme von 2009)

Die 1882 von der Altdamm-Colberger Eisenbahn-Gesellschaft errichtete Bahnstrecke Altdamm–Kolberg verlief nördlich von Altbork; die Bahnstation bildete den Wohnplatz Bahnhof Altbork.
Bis 1945 gehörte die Landgemeinde Altbork zum Landkreis Kolberg-Körlin in der preußischen Provinz Pommern. In der Gemeinde wurde neben Altbork der Wohnplatz  Bahnhof Altbork gezählt.
Gegen Ende des Zweiten Weltkriegs wurde das Dorf Anfang März 1945 von der Roten Armee besetzt und anschließend wie ganz Hinterpommern unter polnische Verwaltung gestellt. Die deutsche Bevölkerung wurde aufgrund der sogenannten Bierut-Dekrete aus der Region vertrieben. Das Dorf  Altbork wurde in Stary Borek umbenannt.
Stary Borek war zwischen 1946 und 1954 Sitz der gleichnamigen Landgemeinde. Heute ist es ein Ortsteil der Gmina Kołobrzeg im Powiat Kołobrzeski innerhalb der Woiwodschaft Westpommern.

## Einwohnerzahlen
- 1816: 448[4]
- 1864: 433[4]
- 1871: 422[4]
- 1905: 398[4]
- 1919: 463[4]
- 1933: 389[4]
- 1939: 365[4]

## Kirchspiel
Bis zur Mitte des 19. Jahrhunderts gehörte Altbork zur evangelischen Heiliggeistkirche in Kolberg. Nach deren Abriss wurde in Alt Werder eine neue Kirche errichtet, und Altbork dorthin umgepfarrt. Das Kirchspiel Alt Werder gehörte bis 1945 zum Kirchenkreis  Kolberg im Ostsprengel der Kirchenprovinz Pommern der Kirche der Altpreußischen Union.
Seit 1945 leben in Stary Borek überwiegend katholische Kirchenglieder. In Korzystno besteht jetzt wieder eine Pfarrei, die zum Dekanat Kołobrzeg im Bistum Köslin-Kolberg der Katholischen Kirche in Polen gehört. Hier jetzt lebende evangelische Kirchenglieder sind dem Pfarramt der Kirchengemeinde „Zum guten Hirten“ in Koszalin in der Diözese Pommern-Großpolen der Evangelisch-Augsburgischen Kirche in Polen zugeordnet.